# Ryu Hyo-young
Ryu Hyoyoung (sinh ngày 22 tháng 4 năm 1993) là một nữ ca sĩ, rapper và diễn viên người Hàn Quốc, cựu thành viên của các nhóm nhạc Coed School và F-ve Dolls. Cô là chị sinh đôi của nữ ca sĩ và diễn viên Ryu Hwa-young.